# 대한민국 여자 농구 국가대표팀
대한민국 여자 농구 국가대표팀은 대한농구협회에 의해 편성되어 국제 대회에 참가하는 대한민국을 대표하는 여자 농구 국가대표팀이다. 여랑이라는 별명을 갖고 있기도 하다.

## 역사
FIBA 여자 아시아컵(구 아시아 여자 농구 선수권 대회) 초대 대회(1965년) 우승을 차지했다(역대 최다 우승국(12회 우승) 기록을 남기고 있기도 하다).
1967년 FIBA 세계 여자 농구 선수권 대회 및 자국 개최의 1979년 FIBA 세계 여자 농구 선수권 대회에서 준우승을 달성했다.
올림픽 첫 출전인 1984년 로스앤젤레스 올림픽에서 준우승을 달성했다.
1984년 하계 올림픽에서 대한민국 올림픽 사상 구기 종목 최초의 은메달을 획득했다.
이처럼 국제 대회에서 가장 경쟁력이 있는 팀으로 오랫동안 꼽혀 왔으나, 2000년 하계 올림픽에서 4위를 기록한 후 2000년대 중반 들어 하락세를 보이고 있다.
2006년 FIBA 세계 여자 선수권 대회에서 세계 선수권 대회 출전 사상 최악의 성적인 13위를 기록했고, 2006년 아시안 게임에서는 중화인민공화국, 중화민국, 일본에 이어 4위를 차지해 1974년 아시안 게임에서 농구가 정식 종목으로 채택된 이래 아시안 게임 사상 최초로 메달을 획득하지 못했다.

## 주요 대회 성적

### 올림픽
| 올림픽 기록 | 올림픽 기록 | 올림픽 기록 | 올림픽 기록 | 올림픽 기록 |
| 연도        | 결과        | 경기        | 승          | 패          |
| ----------- | ----------- | ----------- | ----------- | ----------- |
| 1976년      | 진출 실패   | 진출 실패   | 진출 실패   | 진출 실패   |
| 1980년      | 진출 실패   | 진출 실패   | 진출 실패   | 진출 실패   |
| 1984년      | 준우승      | 6           | 4           | 2           |
| 1988년      | 7위         | 5           | 2           | 3           |
| 1992년      | 진출 실패   | 진출 실패   | 진출 실패   | 진출 실패   |
| 1996년      | 12위        | 7           | 3           | 4           |
| 2000년      | 4위         | 8           | 4           | 4           |
| 2004년      | 12위        | 6           | 0           | 6           |
| 2008년      | 8위         | 6           | 2           | 4           |
| 2012년      | 진출 실패   | 진출 실패   | 진출 실패   | 진출 실패   |
| 2016년      | 진출 실패   | 진출 실패   | 진출 실패   | 진출 실패   |
| 2020년      | 10위        | 3           | 0           | 3           |
| 2024년      | 진출 실패   | 진출 실패   | 진출 실패   | 진출 실패   |
| 합계        | 7/13        | 41          | 15          | 26          |

### FIBA 여자 농구 월드컵
| FIBA 여자 농구 월드컵 기록 | FIBA 여자 농구 월드컵 기록 | FIBA 여자 농구 월드컵 기록 | FIBA 여자 농구 월드컵 기록 | FIBA 여자 농구 월드컵 기록 |      |
| 연도                       | 결과                       | 경기                       | 승                         | 패                         |      |
| -------------------------- | -------------------------- | -------------------------- | -------------------------- | -------------------------- | ---- |
| 1953년                     | 불참                       | 불참                       | 불참                       | 불참                       | 불참 |
| 1957년                     | 불참                       | 불참                       | 불참                       | 불참                       | 불참 |
| 1959년                     | 불참                       | 불참                       | 불참                       | 불참                       | 불참 |
| 1964년                     | 8위                        | 8                          | 6                          | 2                          |      |
| 1967년                     | 준우승                     | 7                          | 6                          | 1                          |      |
| 1971년                     | 4위                        | 9                          | 6                          | 3                          |      |
| 1975년                     | 5위                        | 9                          | 4                          | 5                          |      |
| 1979년                     | 준우승                     | 9                          | 7                          | 1                          |      |
| 1983년                     | 4위                        | 10                         | 5                          | 5                          |      |
| 1986년                     | 10위                       | 7                          | 2                          | 5                          |      |
| 1990년                     | 11위                       | 8                          | 5                          | 3                          |      |
| 1994년                     | 10위                       | 8                          | 4                          | 4                          |      |
| 1998년                     | 13위                       | 5                          | 2                          | 3                          |      |
| 2002년                     | 4위                        | 9                          | 4                          | 5                          |      |
| 2006년                     | 13위                       | 5                          | 2                          | 3                          |      |
| 2010년                     | 8위                        | 9                          | 3                          | 6                          |      |
| 2014년                     | 13위                       | 3                          | 0                          | 3                          |      |
| 2018년                     | 14위                       | 3                          | 0                          | 3                          |      |
| 2022년                     | 10위                       | 5                          | 1                          | 4                          |      |
| 2026년                     |                            |                            |                            |                            |      |
| 합계                       | 16/20                      | 111                        | 56                         | 55                         |      |

### 아시안 게임
| 아시안 게임 기록 | 아시안 게임 기록 | 아시안 게임 기록 | 아시안 게임 기록 | 아시안 게임 기록 |
| 연도             | 결과             | 경기             | 승               | 패               |
| ---------------- | ---------------- | ---------------- | ---------------- | ---------------- |
| 1974년           | 준우승           | 4                | 3                | 1                |
| 1978년           | 우승             | 4                | 4                | 0                |
| 1982년           | 준우승           | 4                | 3                | 1                |
| 1986년           | 준우승           | 3                | 2                | 1                |
| 1990년           | 우승             | 6                | 5                | 1                |
| 1994년           | 우승             | 6                | 5                | 1                |
| 1998년           | 3위              | 5                | 4                | 1                |
| 2002년           | 준우승           | 7                | 5                | 2                |
| 2006년           | 4위              | 4                | 1                | 3                |
| 2010년           | 준우승           | 5                | 3                | 2                |
| 2014년           | 우승             | 3                | 3                | 0                |
| 2018년           | 준우승           | 7                | 5                | 2                |
| 2022년           | 3위              | 6                | 5                | 1                |
| 합계             | 12/12            | 54               | 41               | 14               |

### FIBA 여자 아시아컵
| FIBA 아시아컵 대회 기록 | FIBA 아시아컵 대회 기록 | FIBA 아시아컵 대회 기록 | FIBA 아시아컵 대회 기록 | FIBA 아시아컵 대회 기록 |
| 연도                    | 결과                    | 경기                    | 승                      | 패                      |
| ----------------------- | ----------------------- | ----------------------- | ----------------------- | ----------------------- |
| 1965년                  | 우승                    | 8                       | 8                       | 0                       |
| 1968년                  | 우승                    | 7                       | 7                       | 0                       |
| 1970년                  | 준우승                  | 9                       | 8                       | 1                       |
| 1972년                  | 우승                    | 6                       | 6                       | 0                       |
| 1974년                  | 우승                    | 6                       | 6                       | 0                       |
| 1976년                  | 준우승                  | 6                       | 5                       | 1                       |
| 1978년                  | 우승                    | 8                       | 8                       | 0                       |
| 1980년                  | 우승                    | 6                       | 6                       | 0                       |
| 1982년                  | 우승                    | 6                       | 6                       | 0                       |
| 1984년                  | 우승                    | 8                       | 7                       | 1                       |
| 1986년                  | 준우승                  | 7                       | 6                       | 1                       |
| 1988년                  | 우승                    | 8                       | 8                       | 0                       |
| 1990년                  | 준우승                  | 4                       | 3                       | 1                       |
| 1992년                  | 준우승                  | 7                       | 5                       | 2                       |
| 1994년                  | 준우승                  | 5                       | 3                       | 2                       |
| 1995년                  | 준우승                  | 6                       | 4                       | 2                       |
| 1997년                  | 우승                    | 7                       | 7                       | 0                       |
| 1999년                  | 우승                    | 6                       | 5                       | 1                       |
| 2001년                  | 3위                     | 6                       | 3                       | 3                       |
| 2004년                  | 3위                     | 6                       | 5                       | 1                       |
| 2005년                  | 준우승                  | 6                       | 5                       | 1                       |
| 2007년                  | 우승                    | 7                       | 7                       | 0                       |
| 2009년                  | 준우승                  | 7                       | 5                       | 2                       |
| 2011년                  | 준우승                  | 7                       | 6                       | 1                       |
| 2013년                  | 준우승                  | 7                       | 4                       | 3                       |
| 2015년                  | 3위                     | 7                       | 4                       | 3                       |
| 2017년                  | 4위                     | 6                       | 2                       | 4                       |
| 2019년                  | 4위                     | 6                       | 3                       | 3                       |
| 2021년                  | 4위                     | 6                       | 3                       | 3                       |
| 2023년                  | 5위                     | 5                       | 2                       | 3                       |
| 합계                    | 28/28                   | 196                     | 157                     | 39                      |

## 팀

### 현재 명단
2022 FIBA 여자농구 월드컵 최종예선 선수 명단
| 대한민국 여자 농구 국가대표팀 선수 명단 - 2022 FIBA 여자 농구 월드컵 최종예선                                         | 대한민국 여자 농구 국가대표팀 선수 명단 - 2022 FIBA 여자 농구 월드컵 최종예선 | 대한민국 여자 농구 국가대표팀 선수 명단 - 2022 FIBA 여자 농구 월드컵 최종예선 | 대한민국 여자 농구 국가대표팀 선수 명단 - 2022 FIBA 여자 농구 월드컵 최종예선 | 대한민국 여자 농구 국가대표팀 선수 명단 - 2022 FIBA 여자 농구 월드컵 최종예선 | 대한민국 여자 농구 국가대표팀 선수 명단 - 2022 FIBA 여자 농구 월드컵 최종예선 |
| --- | ----------------------------------------------------------------------------- | ----------------------------------------------------------------------------- | ----------------------------------------------------------------------------- | ----------------------------------------------------------------------------- | ----------------------------------------------------------------------------- |
| # | 포지션                                                                        | 이름                                                                          | 생년월일                                                                      | 신장                                                                          | 소속                                                                          |
| 1 | G                                                                             | 박지현                                                                        | 2000년 4월 7일(21세)                                                          | 1.83 m                                                                        | 아산 우리은행 우리WON                                                         |
| 2 | G                                                                             | 허예은                                                                        | 2001년 7월 24일(20세)                                                         | 1.67 m                                                                        | 청주 KB 스타즈                                                                |
| 3 | F                                                                             | 강이슬                                                                        | 1994년 4월 5일(27세)                                                          | 1.80 m                                                                        | 청주 KB 스타즈                                                                |
| 4 | G                                                                             | 윤예빈                                                                        | 1997년 4월 16일(24세)                                                         | 1.80 m                                                                        | 용인 삼성생명 블루밍스                                                        |
| 5 | G                                                                             | 이소희                                                                        | 2000년 8월 7일(21세)                                                          | 1.71 m                                                                        | 부산 BNK 썸                                                                   |
| 6 | F                                                                             | 최이샘                                                                        | 1994년 8월 17일(27세)                                                         | 1.82 m                                                                        | 아산 우리은행 우리WON                                                         |
| 7 | G                                                                             | 박혜진                                                                        | 1990년 7월 22일(31세)                                                         | 1.78 m                                                                        | 아산 우리은행 우리WON                                                         |
| 9 | G                                                                             | 이경은                                                                        | 1987년 7월 13일(34세)                                                         | 1.73 m                                                                        | 인천 신한은행 에스버드                                                        |
| 10 | C                                                                             | 배혜윤                                                                        | 1989년 6월 10일(32세)                                                         | 1.83 m                                                                        | 용인 삼성생명 블루밍스                                                        |
| 13 | F                                                                             | 이해란                                                                        | 2003년 5월 29일(18세)                                                         | 1.81 m                                                                        | 용인 삼성생명 블루밍스                                                        |
| 19 | C                                                                             | 박지수                                                                        | 1998년 12월 6일(23세)                                                         | 1.98 m                                                                        | 청주 KB 스타즈                                                                |
| 23 | F                                                                             | 김단비                                                                        | 1990년 2월 27일(31세)                                                         | 1.80 m                                                                        | 인천 신한은행 에스버드                                                        |
| 27 | C                                                                             | 진안                                                                          | 1996년 3월 23일(25세)                                                         | 1.81 m                                                                        | 부산 BNK 썸                                                                   |
| |                                                                               |                                                                               |                                                                               |                                                                               |                                                                               |
| ※ 괄호 안의 나이는 2022년 2월 10일 기준이며, 소속은 대회 참가 전 마지막 소속된 팀을 나타낸다                          |                                                                               |                                                                               |                                                                               |                                                                               |                                                                               |
| 감독 및 코칭스태프 |                                                                               |                                                                               |                                                                               |                                                                               |                                                                               |
| - 감독: 정선민 · 코치: 최윤아 - 팀닥터: 이종민 · 트레이너: 김민지, 이요셉 · 매니저: 조은정 · 지원인력: 양승옥, 양영현 |                                                                               |                                                                               |                                                                               |                                                                               |                                                                               |

#### 2014년
제29회 아시안 게임
- 개최지: 대한민국 인천
- 개최기간: 2014년 9월 20일 ~ 2014년 10월 3일
- 성적: 1위 (16개팀 출전)
- 결과: 1위 대한민국, 2위 이란, 중국, 3위 일본
- 감독: 위성우 (춘천 우리은행 한새)
- 코치: 정상일, 전주원 (춘천 우리은행 한새)
- 선수: 김단비 곽주영 하은주 강영숙 신정자 (이상 신한은행) 이미선 (이상 삼성생명) 박혜진 양지희 임영희 (이상 우리은행) 변연하 (KB) 김정은 (하나외환) 신정자 (금호생명)

제17회 세계여자농구선수권 대회
- 개최지: 터키 앙카라 이스탄불
- 개최기간: 2014년 9월 27일 ~ 2014년 10월 5일

- 성적: 13위 (16개팀 출전)

- 결과: 1위 미국, 2위 스페인, 3위 호주

- 감독: 김영주 (대한농구협회)
- 코치: 이지승 (대한농구협회)
- 트레이너: 이송엽 (대한농구협회), 한유림 (대한농구협회)

- 선수: 김연주 (이상 신한은행) 배혜윤 최희진 (이상 삼성생명) 이승아 (이상 우리은행) 홍아란 김수연 (KB) 홍보람 신지현 강이슬 (하나외환) 김시온 김소담 (KDB생명) 박지수 (분당경영고등학교)

#### 2008년
제29회 하계 올림픽
- 개최지: 중화인민공화국 베이징
- 개최기간: 2008년 8월 8일 ~ 2008년 8월 24일
- 성적: 8강 진출 (12개팀 출전)

#### 2007년
제22회 아시아여자농구선수권대회
- 개최지: 대한민국 인천
- 개최기간: 2007년 6월 3일 ~ 2007년 6월 10일
- 성적: 1위 (12개팀 출전)
- 결과: 1위 대한민국, 2위 중화인민공화국, 3위 일본
- 감독: 유수종
- 코치: 이옥자, 정상일 (삼성생명)
- 선수: 정선민 진미정 최윤아 하은주 (이상 신한은행) 박정은 변연하 김세롱 (이상 삼성생명) 김계령 김은혜 (이상 우리은행) 김지현 (국민은행) 김정은 (신세계) 신정자 (금호생명)

#### 2006년
제28회 윌리엄 존스컵 국제농구대회
- 개최지: 중화민국 타이베이시
- 개최기간: 2006년 7월 8일 ~ 2006년 7월 21일
- 성적: 최하위 (6개팀 출전)
- 결과: 1위 일본, 2위 중화민국, 3위 이탈리아
- 감독: 정미라
- 코치: 박찬숙
- 선수: 김진영 홍보라 (이상 우리은행) 박세미 정혜진 (이상 신세계) 박태은 박연주 (이상 삼성생명) 한채진 김연주 (이상 신한은행) 이순아 고아라 (이상 금호생명) 윤미주 김수연 (이상 국민은행)

제15회 세계여자농구선수권 대회
- 개최지: 브라질 상파울루
- 개최기간: 2006년 9월 12일 ~ 2006년 9월 23일
- 성적: 13위 (16개팀 출전)
- 결과: 1위 호주, 2위 러시아, 3위 미국
- 감독: 유수종
- 코치: 이옥자, 김영주 (우리은행)
- 선수: 박선영 최윤아 강지숙 강영숙 (이상 신한은행) 이경은 김은혜 김계령 홍현희 (이상 우리은행) 변연하 김세롱 (이상 삼성생명) 김정은 (신세계) 신정자 (국민은행)

제15회 아시안 게임
- 개최지: 카타르 도하
- 개최기간: 2006년 12월 1일 ~ 2006년 12월 15일
- 성적: 4위 (6개팀 출전)
- 결과: 1위 중화인민공화국, 2위 중화민국, 3위 일본
- 감독: 유수종
- 코치: 이옥자, 김영주 (우리은행)
- 선수: 박선영 최윤아 강영숙 (이상 신한은행) 김은혜 김계령 홍현희 (이상 우리은행) 변연하 김세롱 (이상 삼성생명) 김정은 양지희 (이상 신세계) 신정자 (금호생명) 김지현 (국민은행)

#### 2005년
제4회 동아시아 대회
- 개최지: 마카오
- 개최기간: 2005년 10월 29일 ~ 2005년 11월 6일
- 성적: 3위 (5개팀 출전)
- 결과: 1위 중화인민공화국, 2위 중화민국, 3위 대한민국
- 감독: 박찬숙
- 코치: 이영주 (신한은행)
- 선수: 진미정 박선영 최윤아 (이상 신한은행) 홍현희 김은혜 김보미 (이상 우리은행) 신정자 김수연 (이상 국민은행) 강윤미 정미란 (이상 금호생명) 조은주 김세롱 (이상 삼성생명)

#### 2004년
제20회 아시아여자농구선수권대회
- 개최지: 일본 센다이시
- 개최기간: 2004년 1월 13일 ~ 2004년 1월 19일
- 성적: 3위 (9개팀 출전)
- 결과: 1위 중화인민공화국, 2위 일본, 3위 대한민국
- 감독: 박명수 (우리은행)
- 코치: 이호근
- 선수: 김계령 박정은 변연하 이미선 (이상 삼성생명) 강지숙 전주원 김영옥 (이상 현대) 이종애 홍현희 (이상 우리은행) 이언주 김지윤 (이상 금호생명) 정선민 (국민은행)

제28회 하계 올림픽
- 개최지: 그리스 아테네
- 개최기간: 2004년 8월 13일 ~ 2004년 8월 29일
- 성적: 최하위 (12개팀 출전)
- 결과: 1위 미국, 2위 호주, 3위 러시아
- 감독: 박명수 (우리은행)
- 코치: 이영주
- 선수: 이종애 홍현희 조혜진 김지현 (이상 우리은행) 김계령 박정은 변연하 이미선 (이상 삼성생명) 김영옥 강지숙 (이상 현대) 정미란 (금호생명) 허윤자 (신세계)

#### 2002년
제14회 세계여자농구선수권대회
- 개최지: 중화인민공화국
- 개최기간: 2002년 9월 14일 ~ 2002년 9월 28일
- 성적: 4위 (16개팀 출전)
- 결과: 1위 미국, 2위 러시아, 3위 호주
- 감독: 이문규
- 코치: 이영주
- 선수: 박정은 김계령 변연하 이미선 (이상 삼성생명) 정선민 이언주 장선형 (이상 신세계) 이종애 홍현희 (이상 한빛은행) 전주원 김영옥 (이상 현대) 김지윤 (국민은행)

제14회 아시안 게임
- 개최지: 대한민국 부산
- 개최기간: 2002년 9월 28일 ~ 2002년 10월 14일
- 성적: 2위 (6개팀 출전)
- 결과: 1위 중화인민공화국, 2위 대한민국, 3위 중화민국
- 감독: 이문규
- 코치: 이영주
- 선수: 박정은 김계령 변연하 이미선 (이상 삼성생명) 정선민 이언주 장선형 (이상 신세계) 이종애 홍현희 (이상 한빛은행) 전주원 김영옥 (이상 현대) 김지윤 (국민은행)

#### 2000년
제27회 하계 올림픽
- 개최지: 오스트레일리아 시드니
- 개최기간: 2000년 9월 16일 ~ 2000년 10월 1일
- 성적: 4위 (12개팀 출전)
- 결과: 1위 미국, 2위 호주, 3위 브라질
- 감독: 유수종
- 코치: 이문규
- 선수: 전주원 양정옥 김지윤 이언주 이미선 강지숙 왕수진 이종애 정선민 장선형 박정은 정은순

#### 1996년
제26회 하계 올림픽
- 개최지: 미국 애틀랜타
- 개최기간: 1996년 7월 19일 ~ 1996년 8월 4일
- 성적: 10위 (12개팀 출전)
- 결과: 1위 미국, 2위 브라질, 3위 호주
- 감독: 이병국
- 코치: 이문규
- 선수: 정은순 정선민 이종애 유영주 한현선 안선미 김정민 박정은 전주원 천은숙 김지윤 권은정

#### 1992년
제14회 아시아여자농구선수권대회
- 개최지: 대한민국 서울
- 개최기간: 1992년 3월 21일 ~ 1992년 3월 30일
- 성적: 2위 (7개팀 출전)
- 결과: 1위 중화인민공화국, 2위 대한민국, 3위 일본

#### 1990년
제11회 세계여자농구선수권대회
- 개최지: 말레이시아
- 개최기간: 1990년 7월 11일 ~ 1990년 7월 22일
- 성적: 11위 (16개팀 출전)
- 결과: 1위 미국, 2위 유고, 3위 쿠바
- 감독: 정주현
- 코치: 최경덕

#### 1988년
제24회 하계 올림픽
- 개최지: 대한민국 서울
- 개최기간: 1988년 9월 17일 ~ 1988년 10월 2일
- 성적: 7위 (8개팀 출전)
- 결과: 1위 미국, 2위 유고, 3위 소련
- 감독: 신동파
- 코치: 이병국, 이문규
- 선수: 김화순 최경희 성정아 (이상 동방생명) 정미경 김말련 (이상 신탁은행) 우은경 (코오롱) 박찬미 (태평양화학) 이형숙 (한국화장품) 이금진 (선경) 김혜연 (현대) 조문주 (국민은행) 박찬숙 (무소속)

#### 1986년
제8회 세계여자농구선수권대회
- 개최지: 소련
- 개최기간: 1986년 8월 8일 ~ 1986년 8월 17일
- 성적: 10위
- 결과: 1위 미국, 2위 소련, 3위 캐나다

#### 1984년
제23회 하계 올림픽
- 개최지: 미국 로스앤젤레스
- 개최기간: 1984년 7월 24일 ~ 1984년 8월 12일
- 성적: 2위 (6개팀 출전)
- 결과: 1위 미국, 2위 대한민국, 3위 중화인민공화국
- 감독: 조승연
- 코치: 신현수
- 선수: 박찬숙 (태평양화학) 김영희 이형숙 박양계 (이상 한국화장품) 문경자 김화순 이미자 최경희 (이상 동방생명) 정명희 (코오롱) 김은숙 (제일은행) 최애영 (상업은행) 성정아 (삼천포여종고)

#### 1983년
제8회 세계여자농구선수권대회
- 개최지: 브라질
- 개최기간: 1983년 7월 24일 ~ 1983년 8월 6일
- 성적: 4위
- 결과: 1위 소련, 2위 미국, 3위 중화인민공화국

#### 1979년
제7회 세계여자농구선수권대회
- 개최지: 대한민국 서울
- 개최기간: 1979년 4월 29일 ~ 1979년 5월 13일
- 성적: 2위
- 결과: 1위 미국, 2위 대한민국, 3위 캐나다

#### 1975년
제6회 세계여자농구선수권대회
- 개최지: 콜롬비아
- 개최기간: 1975년 9월 23일 ~ 1975년 10월 4일
- 성적: 5위
- 결과: 1위 소련, 2위 일본, 3위 체코

#### 1971년
제5회 세계여자농구선수권대회
- 개최지: 브라질
- 개최기간: 1971년 5월 16일 ~ 1971년 5월 26일
- 성적: 4위
- 결과: 1위 소련, 2위 체코, 3위 브라질

#### 1967년
제5회 세계여자농구선수권대회
- 개최지: 체코
- 개최기간: 1967년 4월 15일 ~ 1967년 4월 30일
- 성적: 2위
- 결과: 1위 소련, 2위 대한민국, 3위 체코

#### 1964년
제4회 세계여자농구선수권대회
- 개최지: 페루
- 개최기간: 1964년 4월 19일 ~ 1964년 5월 1일
- 성적: 8위
- 결과: 1위 소련, 2위 체코, 3위 불가리아

## 같이 보기
- 대한민국 농구 국가대표팀
- 대한민국 U-19 여자 농구 국가대표팀
- 대한민국 U-17 여자 농구 국가대표팀
- 대한민국 여자프로농구

## 참고 자료
- 조동표·권영채 (2006년 12월 1일). 《96년만의 덩크슛 - 한국여자농구 100년사》. 서울: 중앙일보시사미디어. ISBN 9788992390019.
- 남재국 (1990년 8월 1일). “분석II/ 제11회 세계여자농구 선수권 대회 - 세계 농구 토끼걸음, 우리 농구 답보상태”. 스포츠. 34~37면.
- 원승재 (1992년 4월 1일). “경기분석 / 제14회 아시아여자농구선수권대회 - 프레올림픽 전초전, 고공농구 대비책 마련되야”. 스포츠. 40~43면.